# محمد نبيه شعار
محمد نبيه شعار (25 يناير 1941 - 30 مارس 2009) هو أديب وشاعر سوري.

## حياته ونشأته
ولد محمد نبيه شعار في مدينة حلب في 25 يناير عام 1941 في حي تراب الغرباء العريق الذي يعتبر أحد اقدم و اعرق احياء حلب التاريخية . تلقى تعليمه الاساسي في مدارس حلب و درس الحقوق في جامعة حلب .

## مسيرته
1. عمل في اذاعتي حلب و دمشق مذيعا و مقدم برامج في الستينات .
2. عمل في الصحافة السورية و السعودية منذ السبعينات و حتى اواخر التسعينات من القرن الماضي.

## مؤلفاته
من مؤلفاته :
1. تراب الغرباء (شعر) دمشق 1973
2. بالع السكين (شعر) اللاذقية 1984
3. موال وفيقة (قصة قصيرة) دمشق 2000
4. قبلة الماء (قصة قصيرة) دمشق 2003
5. تفاح ازرق للبنت (شعر) دمشق 2007
6. اصل الغرام نظرة (قصة قصيرة) دمشق 2008

## وفاته
توفي في حلب في 30 مارس 2009.

## وصلات خارجية
1. ↑  "القصة السورية - محمد نبيه الشعّار". www.syrianstory.com. مؤرشف من الأصل في 2024-02-11. اطلع عليه بتاريخ 2024-02-09.
2. ↑  "محمد نبيه شعار". اتحاد الكتاب العرب في سورية. 31 أكتوبر 2021. اطلع عليه بتاريخ 2024-02-09.
3. ↑  "القصة السورية - محمد نبيه الشعّار". www.syrianstory.com. اطلع عليه بتاريخ 2024-02-09.